# 贝加登凡索内斯
贝加登凡索内斯，是西班牙卡斯蒂利亚-莱昂莱昂省的一个市镇。 总面积21平方公里，总人口863人（001年），人口密度41人/平方公里。